# Plagiomyia turbida
Plagiomyia turbida är en tvåvingeart som först beskrevs av Frederick Wollaston Hutton 1901.  Plagiomyia turbida ingår i släktet Plagiomyia och familjen parasitflugor. Inga underarter finns listade i Catalogue of Life.